# Faig Pare
El Faig Pare o Faig del Retaule (Fagus sylvatica) és un arbre que es troba a la Sénia (el Montsià), el qual és el faig remarcable situat més al sud d'Europa.

## Dades descriptives
- Perímetre del tronc a 1,30 m: 4 m.
- Perímetre de la base del tronc: 7,73 m.[1]
- Alçada: 25 m.
- Amplada de la capçada: 28 m.
- Altitud sobre el nivell del mar: 1.088 m.

## Entorn
Es troba en una fageda ben constituïda acompanyada de blades, teixos, avellaners, boixos i grèvols. A l'estrat herbaci hi ha herba fetgera, marxívol i prímula.

## Aspecte general

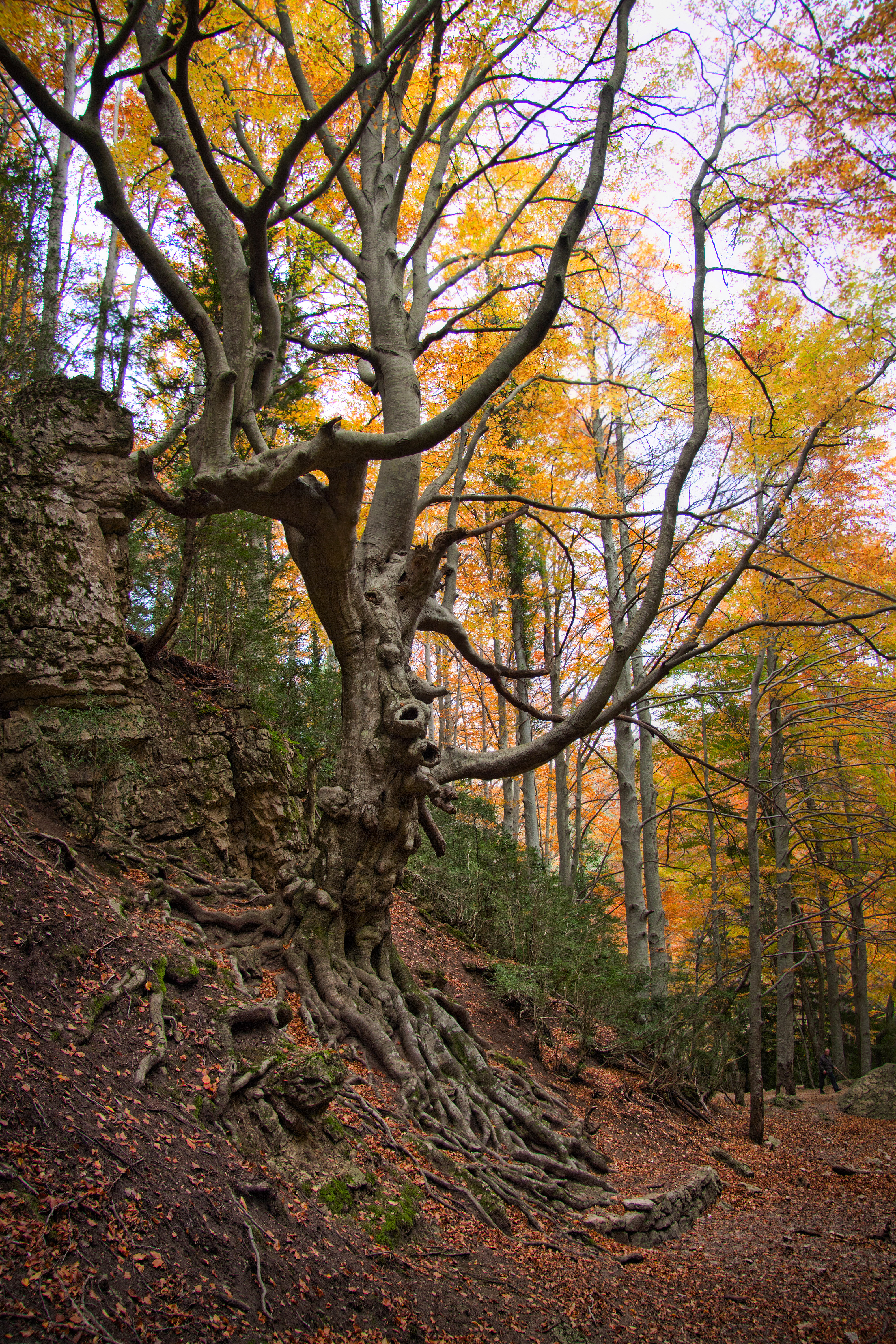

Presenta un estat correcte. El seu creixement (retorçat i recaragolat) produeix certs bonys entre la soca i gran part del tronc de l'arbre. La manca de fondària de substrat i el rigor climàtic són culpables d'aquest peculiar sistema de creixement. Destaca el volum total, l'estesa i la forma de les arrels (exposades a l'exterior): unes arrels de formes sinuoses que, a manera de canelobre, ascendeixen entrellaçades cap al tronc, en el qual persisteixen les formes acanalades. Aquestes formes, juntament amb el volum de la soca i el tronc, li confereixen una forma única. Té 250 anys.

## Accés
Està situat al Parc Natural dels Ports. Des de la Sénia, agafem la carretera que duu a Fredes i, just passat el pantà d'Ulldecona, la pista forestal que s'enfila a mà dreta. Un parell de quilòmetres després hi ha una bifurcació, de la qual hem de triar la pista de la dreta, que recorre el barranc de la Fou. Continuem i passem per la font del Teix. Aquest tram és força llarg -té uns 15 quilòmetres- i s'aconsella fer la pista amb un vehicle tot terreny o bé a peu. Hi ha un moment en què apareix un revolt obert a mà esquerra amb certa pujada (just allà hi ha un caminet a mà dreta que duu a la font del Retaule). Per arribar al faig, des de la pista principal, cal deixar enrere el corriol que duu a la font del Retaule fins a arribar a la fageda del Retaule, on veurem una entrada a mà esquerra i el gran faig al fons. GPS 31T 0270028 4514780.